# Петронас (кули)
Кулите „Петронас“ са 88-етажни небостъргачи. Височина - 451,9 метра. Намират се в Куала Лумпур, столицата на Малайзия.
Отличават се не толкова с височината си, колкото със сложната си конструкция. Площта на сградата е 213 750 m2, което се равнява на 48 футболни игрища. Самите кули заемат 40 хектара. В сградата са разположени офиси, конферентни зали и Художествена галерия.
Името на кулите идва от държавната петролна компания на Малайзия — Петронас. Тя е основен възложител на строежа, като влага 800 млн. щ. долара. Останалата част от разходите се поемат от други малайзийски компании, разпределящи помежду си офисното пространство.
Кулите са свързани помежду си със сложно изграден мост.